# Шпитцер, Юрай
Юрай Шпитцер (словац. Juraj Špitzer; 14 августа 1919, Крупина, Банска-Бистрицкий край — 11 октября 1995, Братислава) — словацкий литературный историк, публицист, писатель

 и журналист.

## Биография
Родился в бедной еврейской семье в провинциальном городке Крупина.
В 1938 он изучал медицину в Праге, но из-за его еврейского происхождения и из-за гонений на евреев в Словакии фашистской диктатуры Тисо не смог закончить обучение. Его родители были депортированы в Освенцим, а Юрай интернирован в течение двух лет в сборном концентрационном лагере Новаки. Там вступил в подпольной антифашистской организации. Участвовал в Словацком национальном восстании, был командиром партизанского еврейского подразделения. После войны изучал философию и французский язык в университете имени Коменского в Братиславе.
Работал в институте литературы Словацкой академии наук. Был главным редактором «Культурной жизни», секретарем Союза чехословацких писателей.
После подавления Пражской весны его исключили из коммунистической партии, в 1969 году — из организации писателей и лишили должности ученого с запретом публиковаться.
До «Бархатной революции» (ноябрь 1989 года) работал чернорабочим, был диссидентом.

## Творчество
Автор романов: «Белые облака», «Patrím k vám», «Letná nedeľa». Написал свидетельство о концентрационном лагере Новаки «Я не хотел быть евреем» (1994). Вскоре после смерти вышел сборник: «Горит при полной темноте», где Шпитцер глубоко разработал проблематику так называемого Еврейского вопроса и вопрос Холокоста, явления власти и насилия, с начала истории и до современности.
Был также автором книги против буржуазного национализма и космополитизма 1951 года.
Автор сценариев к фильмам «Последнее возвращение» (1958) и «Белые облака» (1962, также сыграл эпизодическую роль).

## Личная жизнь
Жена — актриса Далма Шпитцерова (урождённая Голанова, 1925—2021).